# Eddy Carbonnelle
Edmond (Eddy) Carbonnelle (Doornik, 23 oktober 1926 - 23 januari 2004) was een Belgisch hockeyer.

## Levensloop
Carbonnelle was actief bij La Rasante.
Daarnaast maakte hij deel uit van het Belgisch hockeyteam. Met de nationale ploeg nam hij onder meer deel aan de Olympische Zomerspelen van 1960. Vier jaar eerder - in 1956 - was hij reservespeler. Ook maakte hij deel uit van de nationale equipe die in 1959 werd bekroond met de 'Nationale trofee voor sportverdienste'.
Zijn broer André was eveneens actief in het hockey.